# Protočni ventil
Protočni ventil ili zaporni ventil je ventil koji prigušivanjem utječe na protok u sustavu.  Protočni ventili se dijele se na: protočne upravljačke ventile i regulatore protoka. Protočni upravljački ventili imaju zadatak da protok u sustavu prilagođavaju potrebama. 
Kao prigušni elementi koriste se prigušnice i dijafragme (blende). Općenito prigušnice imaju oblik uskih kanala, a dijafragme imaju oblik ploče s uskim otvorom za protjecanje. Za razliku od prigušnica, hidraulički otpor dijafragmi u radnom području gotovo ne zavisi od viskoznosti fluida (a time niti od temperature). Zbog toga se dijafragme koriste npr. za mjerenje protoka.
Regulatori protoka imaju zadatak da održavaju konstantni zadani protok u sustavu, nezavisno od opterećenja. Za napajanje sustava često se koriste volumenske pumpe s približno konstantnim protokom. Regulacija protoka se u tom slučaju rješava dijeljenjem protoka. Potrebni protok regulira se pomoću regulacijske prigušnice. Volumenska pumpa ima izuzetno strmu ovisnost tlaka o protoku, tako da bi se sa smanjenjem protoka izuzetno povećao tlak pumpe. To se sprječava ventilom za ograničenje tlaka; on održava praktički konstantan tlak pumpe, vraćajući suvišni dio protoka u spremnik. Time nastaje znatni gubitak energije, sva energija hidrauličke pumpe utrošena na stlačivanje količine (odnosno protoka) fluida gubi se prigušivanjem na ventilu za ograničenje tlaka; gubitak je proporcionalan protoku. Ovaj gubitak energije može se izbjeći tako da se za pogon pumpe koristi hidraulički motor s promjenljivim brojem okretaja, odnosno regulacijom protoka pumpe putem podešavanja broja okretaja.
Kriteriji kvalitete podesivih prigušnica su: mogućnost ostvarivanja odgovarajućeg hidrauličkog otpora, nezavisnost otpora od viskoznosti hidrauličkog fluida, mogućnost finog podešavanja otpora (zavisi od odnosa površine i opsega prigušnog elementa). Tipovi podesivih prigušnica, koji u različitoj mjeri zadovoljavaju kriterije kvalitete su:
- prigušnica s iglom,
- okretno-kružna prigušnica,
- prigušnica s uzdužnim kanalom,
- okretna prigušnica s kosim kanalom,
- prigušnica s trokutastim utorom po obodu.

## Vrste protočnih ventila u hidraulici

### Jednosmjerni prigušni ventil
Jednosmjerni prigušni ventil predstavlja kombinaciju podesive prigušnice i nepovratnog ventila. Ovaj ventil u jednom smjeru prigušuje tlak, upravlja veličinom protoka, zavisno od opterećenja. Podesivi ventili imaju mogućnost podešavanja ovog prigušenja. U suprotnom smjeru ventil se u potpunosti otvara, ima maksimalni mogući protočni presjek.

### Dvograni regulator protoka
Dvograni regulator protoka ima zadatak održavati konstantan protok namješten na podesivoj prigušnici. Razvodnik se normalno nalazi u međupoložaju između dva krajnja položaja, a izveden je tako da pritvaranjem postepeno prigušuje protok. Bez protoka tlak je na oba čela klipa razvodnika isti, tako da opruga dovodi razvodnik u potpuno otvoreni položaj. Pri željenom (namještenom) protoku, na prigušnici je uvijek isti pad tlaka. Povećanje tog pada tlaka izaziva pritvaranje razvodnika (tlačna vaga) čime se smanjuje protok, i obrnuto.

### Trograni regulator protoka
Trograni regulator protoka ima ventil za regulaciju razlike tlaka koji je priključen paralelno na mjernu prigušnicu, tako da se višak radnog fluida odvaja (npr. prelijeva u spremnik).

### Ventil za raspodjelu protoka
Ventil za raspodjelu protoka ima zadatak protok podijeliti tako da oba izlazna protoka (A i B) budu jednaka. Dvije identične mjerne prigušnice (blende) konstantnog otpora izazivaju jednake padove tlaka kad su protoci kroz obje prigušnice isti. Izlazni tlak svake prigušnice djeluje na čelo odgovarajućeg klipa. Dvostruki klip (tlačna vaga) osigurava da tlak na izlazu obje prigušnice bude jednak. Daljnje prigušenje ostvaruje se protokom kroz zazor izmenu cilindra i klipa. Zauzimanjem ravnotežnog položaja ovaj dvostruki klip kompenzira eventualnu razliku tlaka na priključcima A i B. Ako se pretpostavi da se klip nalazi u srednjem položaju, a da je npr. tlak na priključku A veći od tlaka na priključku B (pA > pB), bit će veći i protok kroz B-granu. To će izazvati povećani pad tlaka na mjernoj prigušnici B-grane, pa će i tlak na desnom klipu biti manji. Klip se zato pomiče udesno u ravnotežni položaj, gdje u manjoj mjeri prigušuje protok A, a u većoj mjeri protok B (ΔpB > ΔpA). Tlak u obje komore sada je isti pA + ΔpA = pB +ΔpB. Time je kompenzirana razlika tlaka na izlaznim priključcima i postignut traženi cilj: ostvarena je jednakomjerna podjela protoka.

## Protočni ventili u pneumatici
Protočni ventili djeluju na protok stlačenog zraka, a posredno i druge veličine koje zavise od protoka odnosno brzine stlačenog zraka. Koriste se dva tipa protočnih ventila:
- prigušni (prigušuju u oba smjera) i
- jednosmjerno-prigušni (prigušuju u jednom smjeru)

Prigušno djelovanje ostvaruje se suženjem (prigušnica, blenda) koje predstavlja otpor strujanju stlačenog zraka (izaziva pad tlaka). Jednosmjerno prigušni ventili nazivaju se još nepovratno-prigušni i prigušno-nepovratni. Oni predstavljaju paralelni spoj prigušnice i nepovratnog ventila. U jednom smjeru protok ide kroz prigušnicu, dok se u suprotnom smjeru otvara nepovratni ventil, pa protok najvećim dijelom prolazi kroz njega uz minimalni otpor. Prigušno-nepovratni ventili često se koriste za smanjenje brzine pneumatskih cilindra. Osim za male cilindre, obično se prigušuje odvod dvoradnih cilindara. 

### Kombinirani ventili
Realiziraju se sastavljanjem dijelova (ventila) iz nekoliko navedenih grupa ventila. Primjeri kombiniranih ventila:
- vremenski član (ostvaruje kašnjenje signala);
- razvodnik s minimalnim tlakom za aktiviranje (proslijedni ventil + 3/2 razvodnik);
- davač takta;
- pneumatska memorija:
- elementi taktnog lanca.

#### Vremenski član
Vremenski član je dio kojim se ostvaruje vremensko kašnjenje tlačnog signala kroz prigušnicu, iza koje je paralelno priključen zračni spremnik, što je analogno električkom spoju otpornika i kondenzatora. Dovođenjem stlačenog zraka na priključak zrak preko prigušnice puni spremnik u kojem postupno raste tlak. Potrebno je izvjesno vrijeme kašnjenja (t0) da tlak naraste na razinu dovoljnu za svladavanje sile opruge i prebacivanje razvodnika u aktivan položaj. Napajanje na većoj energetskoj razini vrši se posredno, preko razvodnika, a ne od priključka preko prigušnice (otpora). Uobičajene izvedbe omogućuju kašnjenje od 0,5 do 30 sekundi.

#### Cijevni zatvarači
Cijevni zatvarači su ventili i slavine čija svrha je potpuno, statičko zatvaranje cjevovoda, na primjer prilikom isključivanja dijela sustava, pri zahvatima održavanja, remontu i tako dalje.

#### Pomoćni dijelovi
Pomoćni dijelovi su:
- priključne i montažne ploče,
- prigušivači buke (iz poroznih materijala),
- vakuumski uređaji za prihvat,
- indikatori,
- brojači ili brojilo,
- pretvarači signala,
- pneumatska pojačala,
- pneumatski beskontaktni senzori.